# Синестезія (психологія)
Синестезія у психології — продукування сенсорної реакції одного з органів чуттів, що стимулює інший орган чуттів.
Це явище полягає у тому, що який-небудь подразник, діючи на відповідний орган чуття, поза бажанням суб'єкта викликає не тільки відчуття, специфічне для цього органу чуття, але одночасно ще і додаткове відчуття чи уявлення, характерне для іншого органу чуття. Найбільш розповсюдженим проявом синестезії є так званий кольоровий слух, за якого звук поряд зі слуховим відчуттям викликає і кольорове. Наприклад, у багатьох людей жовтогарячий колір викликає відчуття тепла, а синьо-зелений — холоду. За своєю природою синестезія, очевидно, являє собою посилену взаємодію аналізаторів. Своєрідні форми синестезії (наприклад, візуалізації почутого) зустрічаються в патології.
Таке явище є дуже поширеним, а його психологічна картина є своєрідною в кожної конкретної людини. Часто люди мають не одну форму синестезії, адже такі відчуття можуть переплітатися, поєднуватися й існувати у мозку однієї людини. Цей феномен не є лише імітацією відчуттів; наші сенсорні органи дійсно надсилають імпульси до головного мозку, як зі звичайними відчуттями. Вони провокують сильні емоції та впевненість, що людина це дійсно відчуває.

## Характеристика феномену
Характеризувати феномен синестезії можна з двох різних поглядів. Спершу звернімося до походження, адже синестезія може і передаватися спадково, і набуватися протягом життя. Спадкова синестезія розвивається протягом років, а набута може розвинутися швидко внаслідок травми голови чи вживання певних препаратів5.
Інший шлях характеристики синестезії пролягає через органи чуттів, які беруть участь у процесі накладання відчуттів.

## Типи синестезії
Тут можна виділити близько 10 різних типів синестезії: графічно-кольорова, звуково-кольорова, температурно-нюхова, звуково-нюхова, кольорово-часова, часово-просторова та інші10.
Багато людей має досвід певних асоціацій, пов'язаних з відчуттями та спогадами. Певні звуки та запахи можуть відтворити в нашій пам'яті спогади про різних людей та місця, де ми колись були. Найбільш вивченим типом синестезії є графічно-кольорова. Цей феномен спостерігається коли сприйняття літер чи цифр одразу асоціюється з різними кольорами. Коли людина чує чи бачить певні слова, чи числа, кожен символ уявно малюється у мозку із кольоровим забарвленням. Часово-просторова синестезія проявляється коли людина асоціює конкретне місце з певним часом доби, місяцем, роком чи порою року. Зазвичай такий тип синестезії спостерігається у людей із встановленими багаторічними звичками.
Відповідно, всі інші типи синестезії працюють аналогічно.

## Одна з теорій
Структури мозку (базальні ганглії), за допомогою яких реалізується подвійна навичка «впізнавання-включення», анатомічно сполучені з іншою структурою — таламусом, який надає переживанням сенсорну якість. Тому таламус приймає цю надлишкову реакцію на себе — а цілісна система мозку інтерпретує це як додаткове відчуття, яке відповідає тим чи іншим «сигналам», що походить ззовні від органів почуттів. Відбувається це не за допомогою лінійних синаптичних розрядів окремих нейронів, а сукупним резонансним захопленням — ніби «загальною хвилею» — одних великих скупчень нейронів, розподілених по багатьох зонах мозку, іншими нейронними групами.
Тобто ті структури мозку, які відповідають за впізнавання елементів (букв, цифр, дотиків, звуків) і включення їх в єдине ціле, — тобто категорію, — настільки «перезбуджуються», що передають напругу назад «вглиб» мозку, де знаходяться структури, що відповідають за сприйняття більш елементарних якостей, таких як колір, смак, запах і т. ін. Таким чином, у сприйняття, наприклад, літери включається більше структур, ніж дійсно необхідно — і виникає незвичайний зв'язок букви з кольором, смаком або відчуттям обсягу. Як «чуттєве відлуння» складного символічного мислення.

## Труднощі у вивченні
Основною проблемою у вивчені цього феномену є те, що такі відчуття розуміють лише синестети (люди, у яких проявляється феномен синестезії). Дуже важко описати словами такі процеси у своєму організмі та емоції, пов'язані з ними, іншим людям. Саме тому немає абсолютного збігу між тим, що відчуває синестет і тим, що уявляє собі людина, яка слухає словесний опис його сенсорного досвіду. Причиною цього може бути той факт, що кожна людина відчуває і сприймає різні типи синестезії по-своєму. Навіть якщо ми знайдемо кількох людей з однаковими синестезіями, їхні описи своїх відчуттів можуть значно відрізнятися.
Насправді важко підтвердити чи спростувати реальне існування феномену синестезії. Але ще важче людині з таким сенсорним досвідом описати це оточуючим. Наш мозок працює як комп'ютер, наші емоції керують думками, а думки — діями. В результаті, наші внутрішні знання є в більшості своїй недоступними для опису словами та розуміння іншою людиною. Це означає, що наші відчуття в рази яскравіші та повніші ніж те, що ми про них думаємо чи говоримо.
Відповідно, розуміння сенсорного досвіду складається з двох рівнів. Першим рівнем є те, як конкретна людина сприймає, переробляє, відчуває та озвучує свій сенсорний досвід. Другим рівнем є те, як інші розуміють словесний опис цього досвіду2. Непорозуміння з'являються тому, що на жодному з цих рівнів немає достовірних джерел інформації.
Також вивчення цього феномену ускладнюється таким поняттям як кваліа. «Кваліа» (від лат. qualia (мн.) — властивості, якості, quale (одн.) — якого роду або якого сорту) — термін, що використовується у філософії, переважно в англомовній аналітичній філософії свідомості, для позначення сенсорних, чуттєвих явищ будь-якого роду. По суті, це термін який використовується для позначення того, як речі виглядають для нас. Вони можуть бути визначені як якості або відчуття, наприклад, почервоніння або біль, і розглядаються окремо від їх впливу на поведінку, а також від будь-яких фізичних умов, які могли їх викликати. У більш точних філософських термінах, кваліа — це властивості чуттєвого досвіду.

## Відомі люди синестети
- Ліст Ференц (22 жовтня 1811 — 31 липня 1886) — угорський композитор, піаніст-віртуоз. Музика → колір.

- Набоков Володимир Володимирович (22 квітня 1899 — 2 липня 1977) — російський і американський письменник. Графема → колір.

- Фейнман Річард (11 травня 1918 — 15 лютого 1988) — американський фізик-теоретик, нагороджений Нобелівською премією з фізики 1965 року. Графема → колір.

- Римський-Корсаков Микола Андрійович (6 березня 1844 — 8 червня 1908) — російський композитор. Музичні тональності → колір.

- Ян Сібеліус (8 грудня 1865 — 20 вересня 1957) — фінський композитор. Звук → колір.

- Вінсент ван Гог (30 березня 1853 — 29 липня 1890) — нідерландський художник-постімпресіоніст. Техніка мазків → тембр звуку.
- Скрябін Олександр Миколайович (25 грудня 1871 — 14 квітня 1915) — російський композитор, піаніст, педагог. Музичні тональності → колір.
- Дичко Леся Василівна (24 жовтня 1939) — український композитор, педагог, громадська діячка. Музика → колір, архітектурна споруда; колір, архітектурна споруда → музика.

## Синестезія у мистецтві та популярній культурі
(не плутати зі стилістичною фігурою)
- Головний герой роману Набокова «Дар» має синестезію колір → смак.

- Степан, головний герой роману Пелевіна «Числа», пригадує свій синестетичний досвід з раннього дитинства: числа → колір.

«Кроме того, как и семерка, тройка с четверкой были особенными цифрами — они имели цвета. Степа помнил, что раньше, когда он был совсем маленьким, цвета были у всех цифр. Потом они стерлись, только у четверки остался хорошо различимый зеленый, у семерки — синий, и у тройки — слабые следы оранжевой краски на центральном выступе.»
- Синистетичний досвід згадується в анімаційному серіалі «Футурама» в серіях «Roswell That Ends Well» та «The Why of Fry».
- Синестезія грає невіднятну роль у житті збірника "Імперія Морозива" Джефрі Форда.